# Mistrzostwa Azji w Piłce Siatkowej Kobiet 2005
XIII Mistrzostwa Azji w piłce siatkowej kobiet odbyły się w 2005 roku w Taicang w Chinach. W mistrzostwach wystartowało 12 reprezentacji. Mistrzem została reprezentacja Chin - po raz jedenasty w historii. W mistrzostwach nie zadebiutowała żadna reprezentacja.

## Klasyfikacja końcowa
| Miejsce | Reprezentacja    |
| ------- | ---------------- |
|         | Chiny            |
|         | Kazachstan       |
|         | Japonia          |
| 4.      | Korea Południowa |
| 5.      | Chińskie Tajpej  |
| 6.      | Tajlandia        |
| 7.      | Korea Północna   |
| 8.      | Wietnam          |
| 9.      | Filipiny         |
| 10.     | Australia        |
| 11.     | Indie            |
| 12.     | Hongkong         |